# Kerékgyártó György
Kerékgyártó György (Budapest, 1970. október 21. –) magyar író, költő.

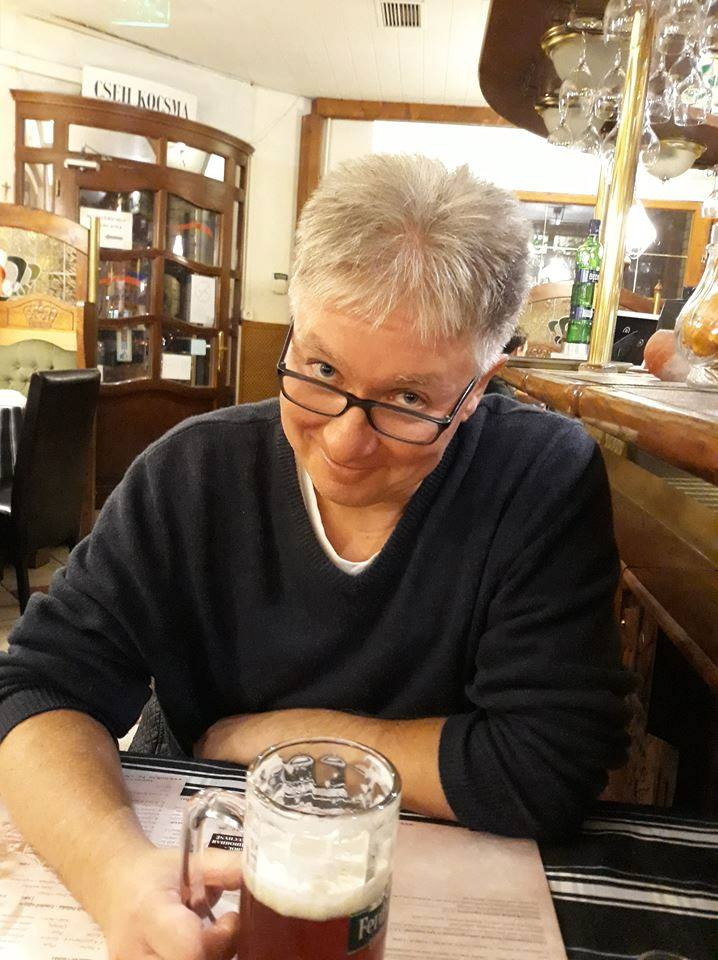
Kerékgyártó György, 2018

## Életpályája
A gimnáziumi évek után magyar nyelv és irodalom-történelem szakos volt az ELTE Tanárképző Főiskolai Karán, később általános nyelvészetet hallgatott a Szegedi Tudományegyetemen, végül diplomát 2008-ban szerzett az Apor Vilmos Katolikus Főiskola hittanár szakán.
Kezdetben főiskolai kiadványokban publikált, az M-Szivárvány volt az első országos folyóirat, amely novellát közölt tőle 1996-ban, ezután rendszeresen szerepelt folyóiratokban (Hitel, Kortárs, Magyar Napló, Életünk, Polisz, Az Irodalom Visszavág, 2000, Kapu, Regénytár, Országút), Irodalmi Jelen.
Urmai Gabriellával közösen szervezték 2011-ben és 2012-ben Dunavarsányban a 4Fenyő Piknik című kulturális találkozót, ahol bemutatták saját találmányukat, a 4Fenyő vagy Ady-fröccsöt.

## Antológiák
- NEM mind egy (M-Szivárvány Alapítvány – Framo Publishing, 1996)
- Köztéri mulatság (Palatinus, 1998)
- Friss irodalmi húsok (Pallas Stúdió, Budapest, 2001)
- A névjegyen II. (Magyar Napló – Fokusz Egyesület,[4] 2004)

## Könyvek
- Fitria (regény, Fekete Zongora, 2001)
- Hegyi szakaszok szobakerékpáron (tematikus novellafüzér, Magvető Kiadó, 2005)
- Nagyon komoly zenei kalauz (Szűcs József szerzőtárssal, tréfás írások a komoly zenéről, Silenos, Budapest, 2009)
- Egy III. osztályú ispion jelentései (regény, Hitel, folytatásokban, 2009. október – 2010. január, majd e-book, fapadoskonyv.hu, 2010)
- A bolha mindig kétszer köhög] (folytatásos online regény, Majoros Sándorral közösen Alex H. Granger – George F. Wheeler szerzői álnéven, Regénytár.hu, 2016-2017)
- Fekete fény (Majoros Sándor szerzőtárssal, abszurd haláltörténetek, Dr. Kotász Könyvkiadó, 2024)
- A soke (szerkesztő. Szerző: Kelemen István. Életrajz. Kelemen István, 2025)

## Dráma
- Khá! (író; drámakísérlet, Az Irodalom Visszavág, 2001-2002 tél)
- Azelőtt (író; drámakísérlet, Az Irodalom Visszavág, 2002-2003 tél)
- A zágrábi (író; vígjáték, az Örkény István Színház társulata felolvasószínházi formában mutatta be 2005-ben a Pécsi Országos Színházi Találkozón, rendezte: Guelmino Sándor)[5]
- Porkoláb Anna elrablása (író-rendező; vásári színjáték, a Szulimánia Társulat játszotta országszerte 2007-2009 között)[6]
- A csábítás iskolája (író; négy barokk jelenet: Az élet egy facsiga; A csábítás iskolája; Menüett; Kugelhopf, vagy hol késik ő?) – A Thália Tanoda, valamint a Capricco Műsoriroda és Művészügynökség közös produkciója, bemutató: József Attila Színház Gaál Erzsébet Stúdió, 2019. június 12., rendezte: Kökényessy Ági)
- Kilépőkártya (dramaturg; író: Urmai Gabriella, az Ivancsics Ilona és Színtársai produkciója, bemutató: FMH, 2022. május 6., rendező: Somogyi Szilárd)
- Thót Annók megdicsőülése (író; rémes játék egy felvonásban, a Thália Tanoda vizsgaelőadása, bemutató: 2023. június 24., rendező Bartha Alexandra)

## Film
- Száz év magány (forgatókönyv, G.G. Márquez regényét népszerűsítő filmetűd, rendező: Gothár Péter; Magyar Televízió, A Nagy Könyv sorozat, 2005)
- Tündérkert (copy writer, rendező: Madarász Isti, Megafilm, 2023)

## Dalok
Gimnáziumi zenekarok után 1989-ben Szűcs Józseffel és Huszár Orsolyával közösen alapították meg a Tragédia dell’arte együttest, amely a kilencvenes évektől klubokban, alternatív színházakban koncertezett elsősorban. Klubja volt a Pinceszínházban, ahol Bodansky György igazgató-rendező Jevgenyij Svarc Az árnyék című darabjából készült előadásába is meghívta a Belényesy Károllyal kiegészült csapatot, a produkcióhoz dalok is készültek. A zenekar 1991-től több alkalommal nyerte el a Fehérvári Dalos Találkozó fődíját. Kerékgyártó György 1992-ben kivált a csapatból, de a barátság és a munkakapcsolat megmaradt. Alternatív zenekarok és színházi produkciók számára írt még dalszöveget, így például Ditzendy Attila Utolsó dobás című produkciójához.

## Díjai
- NKA drámaíró ösztöndíj 2005, 2006
- Regénytár nívódíj 2016[10]